# Deutscher Mobilfunkmarkt
Der Mobilfunkmarkt in Deutschland umfasste Ende 2021 knapp 106,4 Mio. aktive SIM-Karten für Smartphones und Mobiltelefone, davon 71,2 Mio. im LTE-Netz. 77 % der Karten wurden von Netzbetreibern ausgegeben. Weitere 45,6 Mio. Karten wurden für Machine-to-Machine-Kommunikation (M2M) eingesetzt (Steigerung um 27 % gegenüber 2020). Die Gesamtzahl aller in Deutschland registrierten SIM-Karten beträgt 161,3 Mio. und ist weitaus höher als die Summe der aktiv genutzten Karten, da z. B. Zweit- und Drittgeräte oder sonstige zur Reserve vorgehaltene SIM-Karten nicht ständig in Gebrauch sind. Dies entspricht einer Zunahme um etwa 11,3 Mio. Karten gegenüber dem Jahresende 2020.:S. 61–62
Der Umsatz im Mobilfunkmarkt betrug 2021 26,36 Mrd. Euro und stagnierte damit auf der Höhe von 2019. Die Hauptanbieter (und Inhaber der Lizenzen für die Mobilfunkfrequenzen) sind 1&1, Telekom Deutschland, Telefónica Germany und Vodafone. Sie haben umfangreiche Auflagen zu erfüllen, um den Netzausbau in Deutschland voranzutreiben. Neben einer besseren Versorgung mit mobilem Breitband soll der neue Mobilfunkstandard 5G die Entwicklung innovativer Anwendungen aus den verschiedensten Bereichen wie beispielsweise der Industrie 4.0, dem Internet der Dinge, dem automatisierten und vernetzten Fahren, der Telemedizin oder auch Anwendungen des Smart Farming in der Landwirtschaft fördern. Bei der Umsetzung dieser Versorgungsauflagen kooperieren die etablierten Netzbetreiber miteinander.:S. 90
Der deutsche Mobilfunkmarkt wird von der Bundesnetzagentur reguliert.

## Geschichte
Das A-Netz wurde 1955 als Zugpostfunk und ab 1958 von der Deutschen Bundespost ab 1958 als ein öffentlicher beweglicher Landfunkdienst eingeführt und war bis 1977 in Betrieb. Es handelte sich um ein analoges Netz mit manueller Vermittlung (Handvermittlung). Das B-Netz der Deutschen Bundespost war von 1972 bis 1994 in Betrieb.
Von 1985 bis 2000 betrieb die Deutsche Bundespost das C-Netz als analoges zellulares Mobilfunknetz mit etwa 100.000 (Stand Dezember 1988) und maximal über 800.000 Teilnehmern (Stand 1993). Mit dem 1G-Standard konnte es automatische Zellwechsel durchführen und dadurch ein laufendes Gespräch beim Verlassen des Sendebereiches über eine andere Basisstation fortführen.
1991 wurde in Deutschland mit dem D-Netz erstmals ein digitales, telefonieorientiertes Mobilfunknetz nach GSM-Standard (bzw. 2G-Standard) im 900-MHz-Bereich eingerichtet. Das D1-Netz wurde von der Telekom Deutschland (vorherige Namen: T-Mobile; DeTeMobil), das D2-Netz von Mannesmann Mobilfunk (ab 2000 durch Vodafone D2) betrieben. 

Entwicklung der Kundenanzahl und Marktanteil des deutschen Mobilfunknetzes nach Betreibern vor 2012

In Deutschland wurden im Januar 2006 neun Lizenzen zum digitalen zellulären Mobilfunk vergeben, davon je vier für die GSM- und UMTS-Netze (2G-Standard) der in Deutschland aktiven Mobilfunknetzbetreiber. Die Lizenz der Mobilcom wurde Ende 2003 an die Bundesnetzagentur zurückgegeben und durch E-Plus übernommen. 2004 entzog die Bundesnetzagentur die UMTS-Lizenz von Quam dem Betreiber (nach Einstellung dessen Geschäftstätigkeit) aufgrund der Nichterfüllung der Ausbau- und Auslastungskriterien. Seit 2019 ist 1&1 nach Übernahme von E-Plus und der Ersteigerung von 5G-Frequenzen vierter Mobilfunkbetreiber in Deutschland.

## Marktentwicklung
Ab 2004 drängten immer mehr Mobilfunk-Discounter auf den deutschen Markt. Meist wurden sie von großen Mobilfunkunternehmen gegründete Tochterunternehmen, die deren Mobilfunknetze mitbenutzen oder den Namen sowie Vertriebskanäle von bereits etablierten Marken nutzen, um deren Kundenstamm gezielt anzusprechen.
| Zeitpunkt      | niedrigster einheitlicher Minutenpreis | Grund Vorreiter       |
| -------------- | -------------------------------------- | --------------------- |
| Oktober 2004   | 35,0 ct                                | Tchibo Mobil (o2)     |
| Mai 2005       | 19,0 ct                                | Simyo (E-Plus)        |
| November 2005  | 16,0 ct                                | easyMobile (D1/D2)    |
| Dezember 2005  | 15,0 ct                                | Aldi Talk (E-Plus)    |
| September 2007 | 9,9 ct                                 | Fonic (o2)            |
| Februar 2008   | 9,0 ct                                 | Fonic (o2)            |
| Mai 2008       | 8,0 ct                                 | maXXim (o2)           |
| April 2009     | 7,5 ct                                 | discoTEL (o2/D2)      |
| Juli 2011      | 7,0 ct                                 | EXPRESSmobil (E-Plus) |
| Dezember 2011  | 6,0 ct                                 | n-tv go! (E-Plus)     |
| Oktober 2012   | 5,0 ct                                 | GALERIAmobil (E-Plus) |

Der Wettbewerb unter den Mobilfunk-Discountern hat zu einem stetigen Preisverfall in diesem Marktsegment geführt: Seit dem Start von Tchibo Mobil im Oktober 2004 fiel der einheitliche Minutenpreis in alle Mobilfunknetze von 35 Cent stetig bis auf dem Markteintritt von Aldi Talk im Dezember 2005 auf 15 Cent, wo die Konsolidierung einen vorläufigen Ruhepunkt fand und viele Anbieter sich an diesem Minutenpreis orientierten. 
Im September 2007 wurde mit dem Verkaufsstart von Fonic zu einem Minutenpreis von 9,9 Cent in alle Mobilfunknetze wieder eine neue Preisrunde eingeläutet, der sich wiederum etliche Wettbewerber anpassten. Dadurch unterboten sich auch durch verschiedene Markteintritte die Anbieter weiter, als zuletzt im Oktober 2012 GALERIAmobil im Basistarif bis heute günstigster Anbieter mit einem Minutenpreis von 5 Cent auf dem Markt erschien.
Heute sinken durch andere Tarifangebote wie Flatrates die Preise für Telefonie kontinuierlich. So führte Aldi Talk als erster Anbieter im Jahr 2018 eine Allnet-Flatrate für 7,99 Euro pro 28 Tage ein, andere Provider folgten.

## Netze und Netzbetreiber

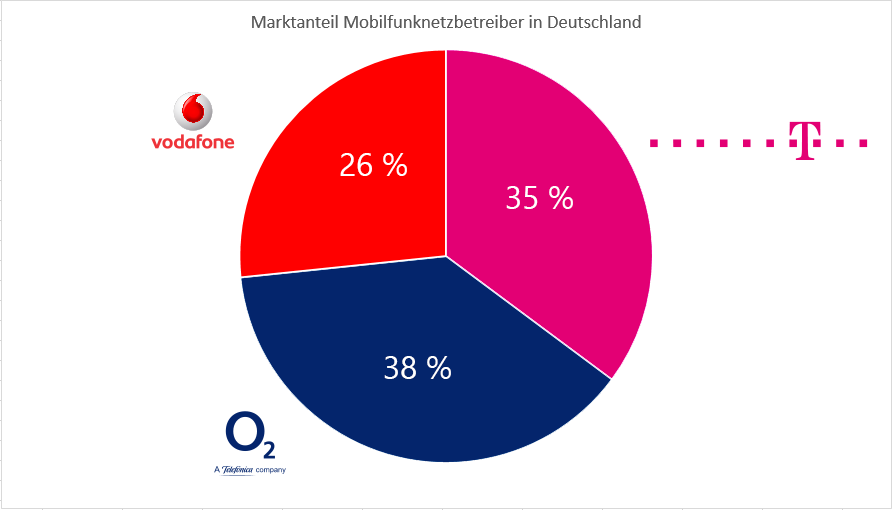
Marktanteile am regulären deutschen Mobilfunkmarkt 2015

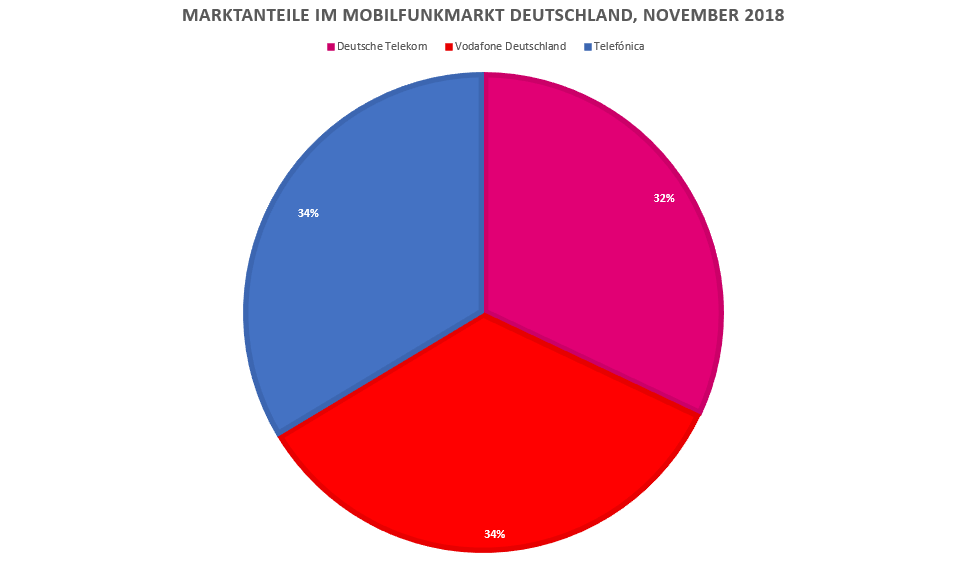
Marktanteile* der drei Mobilfunknetzbetreiber in Deutschland (Stand: November 2018)

Die beiden großen D-Netze werden von der Telekom Deutschland und Vodafone betrieben. Durch die Übernahme von E-Plus durch Telefónica Deutschland (O2) stieg das stark vergrößerte Unternehmen Telefónica Deutschland Ende 2014 mit 42,1 Millionen Kundenanschlüssen kurzzeitig zum größten Mobilfunkanbieter Deutschlands auf. Bis 2020 wurden beide Netze (E-Plus und O2) komplett verschmolzen. Nach Angabe der Netzbetreiber an die Bundesnetzagentur hatte im ersten Quartal 2019 das Netz der Telekom Deutschland etwa 44,7 Millionen, das von Vodafone etwa 47,9 Millionen und das der Telefónica Deutschland etwa 45,1 Millionen Teilnehmer. Insgesamt gab es in Deutschland etwas über 137 Millionen Mobilfunkverträge.
Der Umsatz im Mobilfunkmarkt liegt in Deutschland seit 2004 bei ungefähr 26 Milliarden Euro, für das Jahr 2023 gibt die Bundesnetzagentur den Umsatz am deutschen Mobilfunkmarkt mit 27,5 Milliarden Euro an. Im 3. Quartal 2023 waren laut Netzbetreibern über 180 Millionen Mobilfunkteilnehmer registriert. Diese Zahl ist in den vergangenen Jahren stark angestiegen, was vor allem an der Zunahme von SIM-Karten für die Machine-to-Machine-Kommunikation liegt, die von denen im Q2 2023 58,6 Millionen aktiv waren. Außerdem umfasst sie auch für längere Zeit nicht genutzte SIM-Karten in Zweit- und Drittgeräten. Nach der Anzahl der geschalteten Mobilfunkanschlüsse verzeichnet Vodafone die meisten Anschlüsse, gefolgt von der Telekom Deutschland und der Telefónica Deutschland. Hingegen führt die Telekom mit einem Marktanteil von 31,7 Prozent am deutschen Mobilfunkumsatz, gefolgt von Telefónica (25,5 Prozent) und Vodafone (19,3 Prozent).
Mit einem durchschnittlichen Erlös pro Kunde (Average Revenue per User (ARPU)) von lediglich 25 Euro pro Monat liegt man in Deutschland hinter vergleichbaren Märkten wie Österreich (ARPU: 35 Euro).
Aufgrund der hohen UMTS-Lizenzgebühren hatten deutsche Mobilnetzbetreiber angekündigt, diese Kosten auf die GSM-Nutzer abzuwälzen. Vergleicht man die Preisentwicklung mit anderen Märkten, so scheint dieses Vorhaben auch realisiert worden zu sein. Das Ergebnis ist sowohl für Kunden als auch für Netzbetreiber nachteilig: Die Kunden verzichten großteils auf neue Mobiltelefone, sodass die Netzbetreiber nur niedrige Umsätze bei einer relativ fixen Kostenstruktur generieren.
Der überwiegende Anteil der Mobilfunknutzer ist unmittelbar Kunde eines der drei großen Netzbetreiber. Weitere Nutzer sind Kunden von Anbietern ohne eigene Netzinfrastruktur, sogenannte Mobile Virtual Network Operator MVNO, meist als Mobilfunk-Discounter, darunter auch Tochterunternehmen der Netzbetreiber.
Ein kleineres Marktsegment wird von Wiederverkäufern (Reseller/Branding Retailer/Mobilfunknetzbetreiber) bedient. Sie treten in der Regel nicht als Mobilfunkanbieter auf, sondern ihre Kunden sind in der Regel über die AGB eines übergeordneten Service-Providers mit in dessen Konditionen bei einem der Netzbetreiber eingebunden. Die wenigsten neuen Anbieter treten als eigene Marke/Service-Provider auf, da dies das Vorhandensein von Kundenbetreuungs-, Abrechnungs-, Prozess- und Websystemen erfordern würde. Die Wiederverkäufer-Kunden werden in der Regel jedoch über die vorhandenen Systeme eines existierenden Providers geführt, sodass der Aufwand für den Wiederverkäufer extrem gering ist und damit die Endkundenpreise entsprechend niedrig sein können.

## Netzvorwahlen
Allen deutschen Netzvorwahlen für Mobilfunk ist gemeinsam, dass sie sich aus der nationalen Verkehrsausscheidungsziffer 0, der Netzkennung 15/16/17 sowie der ein- bis zweistelligen Blockkennung zusammensetzen. (Bei der Netzkennung 15 ist die Blockkennung zweistellig, ansonsten einstellig.)
Die Vorwahlen sind von der Bundesnetzagentur wie folgt vergeben, siehe auch Vorwahl 01:
- Telekom: 01511, 01512, 01514, 01515, 01516, 01517, 0160, 0170, 0171, 0175
- Vodafone: 01520, 01522, 01523, 01525, 01526 (ab März 2014), 0162, 0172, 0173, 0174, 01529 (Tru)
  - Virtuelle Netzbetreiber (nutzt Netz von Vodafone, im Hintergrund eigene Infrastruktur): 01521 Lycamobile
- O2: 01573, 01575, 01577, 01578, 01590, 0163, 0176, 0177, 0178, 0179
  - Virtuelle Netzbetreiber (nutzen Netz von O2, im Hintergrund eigene Infrastruktur): 01570 Telogic (Betrieb eingestellt), 01579 Sipgate Wireless
- 1&1: 015566

Telekom, Vodafone und O2 nutzen jeweils zehn Vorwahlen. Die älteste Vorwahl der Telekom ist 0171, jene von Vodafone 0172, jene von E-Plus 0177 und jene von O2 0179.

### Netzzugehörigkeit ermitteln
Aufgrund der seit 2002 möglichen Rufnummernmitnahme ist aus den Vorwahlen der Mobilfunkteilnehmernummern nicht mehr das zugehörige Mobilfunknetz ersichtlich. Allerdings gibt es Möglichkeiten seitens der Mobilfunkbetreiber: Dazu wählt man je nach eigenem Netzanbieter/Provider eine der folgenden Nummern und gibt dann Vorwahl und Rufnummer des betreffenden Anschlusses ein.
- Telekom-Festnetz: Anruf (0 18 05) 00 11 33 (14 ct/Min. aus dem dt. Festnetz, Mobilfunk max. 42 ct/Min.)
- Telekom-Mobilfunk: Anruf 43 87 (netzintern kostenlos) oder SMS mit Rufnummer an Kurzwahl 43 87 (Preise je nach Tarif)
- Vodafone: Anruf 1 23 13 (netzintern kostenlos), Anruf (08 00) 5 05 20 90 (kostenlos/auch für Nicht-Vodafone-Kunden erreichbar)
- O2: SMS mit „NETZ Rufnummer“ an Kurzwahl 46 36 (netzintern kostenlos)
- mobilcom-debitel und Talkline bieten zudem eine Abfrage über ihre Internetseite an.
- Congstar: Anruf 43 87 (netzintern kostenlos)

Per Internet ist eine Abfrage ebenfalls möglich.

### Unterschiede zwischen Vorwahl- und Blockkennungsgrenze
Nach dem deutschen Wahlsystem macht es keinen Unterschied, welcher Teil einer Telefonnummer Vorwahl und welcher Rufnummer ist. Daher können z. B. im Fall der Telekom Vorwahl- und Blockkennungsgrenze unterschiedlich ausfallen, z. B. 0151 statt 0151x (bei Netz- und Blockkennung 151x), und auf den Registrierungsbestätigungen bei neu vergebenen Rufnummern aus diesem Bereich auch derart ausgewiesen werden. Technisch ist der Unterschied sinnvoll, denn zu jeder regulären Mobilfunknummer existiert eine zweite Nummer für die Mailbox, die bei Aktivierung als Umleitung geschaltet ist. Sie unterscheidet sich durch Einfügung eines „Infix“ zwischen der vom Anbieter bekanntgegebenen Vorwahl und der Teilnehmernummer. So gehört zur Mobilfunknummer 0176 123456 die Mailboxnummer 0176 33 123456 (also mit Infix „33“ bei O2). Diese Infix-Kennnummern unterscheiden sich je nach Vorwahl und bleiben (mit Ausnahme von Vodafone) auch bei einer Portierung zu einem anderen Anbieter erhalten. Eine Mailbox, die nicht als Umleitung aktiv geschaltet ist, ist dennoch über diese zweite Nummer weiterhin erreichbar. Soll sie auch über diese zweite Nummer nicht erreichbar sein, kann die Mailbox über den Anbieter vollständig deaktiviert werden.

## Marktforschung
Seit dem dritten Quartal 2006 gibt es in Deutschland mehr Mobilfunkanschlüsse als Einwohner. Im zweiten Quartal 2008 waren es bereits mehr als 100 Millionen Anschlüsse. Zahlen von mehr als 100 Prozent Marktdurchdringung ergeben sich durch zahlreiche Zweitmobiltelefone, Karteileichen, Buchungstricks bei der Kundenzählung, Mobilfunkkarten für Notebooks und insbesondere durch M2M-Anwendungen in der Industrie, beispielsweise vernetzte Stromzähler (siehe Intelligentes_Messsystem).
Nach einer im Juni 2005 durchgeführten Studie wird der Mobilfunk von Männern und Frauen gleichermaßen genutzt. Unterschiede gab es jedoch hinsichtlich des Alters und der Schulbildung der Mobilfunknutzer: Bei den 14- bis 34-Jährigen verfügten 85 Prozent über ein Mobiltelefon, bei den über 65-Jährigen waren es nur noch 31 Prozent. Während 85 Prozent der Abiturienten und Universitätsabsolventen ein Mobiltelefon besaßen, waren es bei den Hauptschulabsolventen nur 55 %. Etwa 30 % der Einwohner in Deutschland besaßen kein Mobiltelefon.
Im Jahr 2013 hatte sich die Situation folgendermaßen entwickelt: 68 Prozent der Senioren (ab 65 Jahre) besaßen ein Mobiltelefon. In der Alterskohorte zwischen 14 und 49 Jahren besaßen 97 Prozent der Einwohner ein Mobiltelefon. Der Unterschied hinsichtlich des Bildungsgrades existiert weiterhin: 94 Prozent der Einwohner mit Hochschulreife verfügten über ein Handy, gegenüber 84 Prozent der Einwohner mit Hauptschulabschluss. Nur noch 10 Prozent der Einwohner besaßen kein Mobiltelefon.